# Johannes Jacobus van Erp
Johannes Jacobus van Erp (Berghem, 31 december 1926 – Berlicum, 9 september 1985) was een Nederlands politicus van de KVP en later het CDA.
Hij ging in 1946 werken bij de gemeente Ammerzoden en in 1968 volgde hij daar A.H.M. van Elk op als de gemeentesecretaris. In mei 1972 werd Van Erp benoemd tot burgemeester van de Noord-Brabantse gemeente Putte. Eind 1979 volgde zijn benoeming tot burgemeester van Berlicum en tijdens dat burgemeesterschap overleed hij in 1985 op 58-jarige leeftijd.